# Świadkowie Jehowy w Holandii

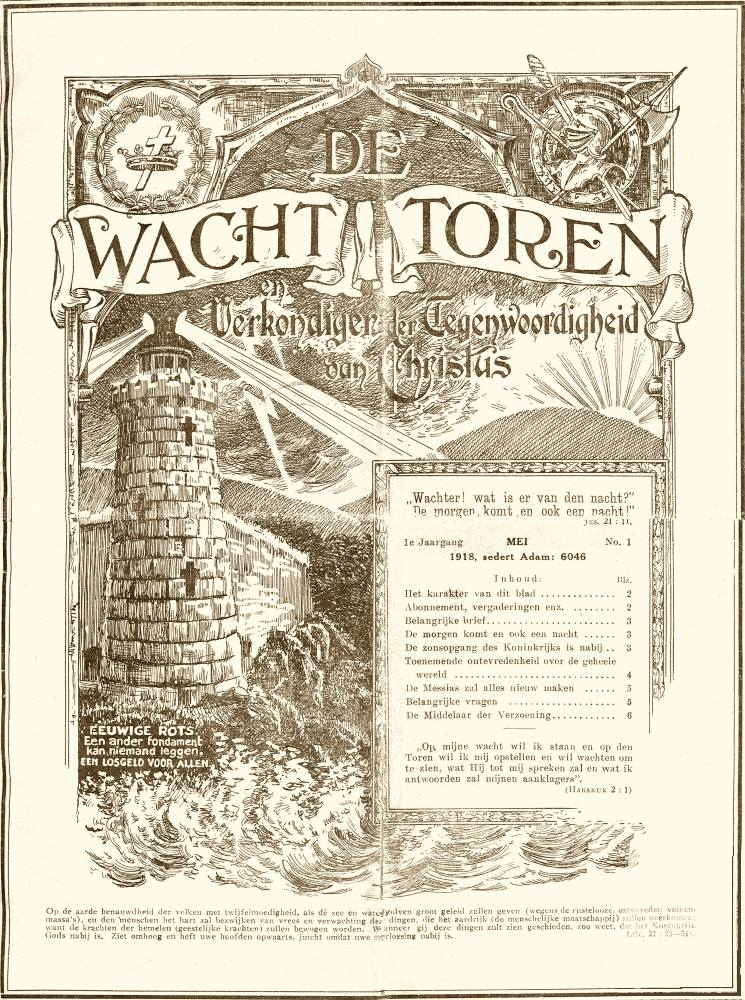
„Strażnica” w języku holenderskim (maj 1918, rok I, numer I)

Świadkowie Jehowy w Holandii – społeczność wyznaniowa w Holandii, należąca do ogólnoświatowej wspólnoty Świadków Jehowy, licząca w 2023 roku 29 584 głosicieli, należących do 346 zborów i 50 grupach, posiadających 205 Sal Królestwa. W 2023 roku na dorocznej uroczystości Wieczerzy Pańskiej zgromadziły się 49 084 osoby. Działalność miejscowych głosicieli koordynuje Biuro Oddziału w Emmen. Sale Zgromadzeń znajdują się w Bennekom i Swifterbant.

## Historia

### Początki
W 1891 roku kraj odwiedził Charles Taze Russell, który gościł w Rotterdamie, Amsterdamie i Hadze. W 1908 roku ukazał się w języku niderlandzkim „Boski plan wieków” – pierwszy tom Wykładów Pisma Świętego. Pierwszym, który przyjął wierzenia Badaczy Pisma Świętego, został Heinrich Brinkhoff. Wkrótce do działalności kaznodziejskiej dołączyli: pochodząca z Niemiec głosicielka Kropff w Rotterdamie, Frits Peters w Amsterdamie, Ruurd Hallema we Fryzji, a później także J. Andringa. W tym czasie centrum działalności stał się Rotterdam. W roku 1918 zbory działały w Rotterdamie i Amsterdamie, a korzystano z publikacji również w języku niderlandzkim. W maju 1918 roku ukazał się pierwszy numer czasopisma „Strażnica” w języku niderlandzkim.
W 1920 roku Holandię odwiedził Joseph Franklin Rutherford. Rok później J.F. Rutherford pierwszym sługą kraju mianował Adriaana Blocka. W Amsterdamie Biuro Oddziału funkcjonowało od 1 września 1922 roku do 1926 roku. W 1923 roku kraj po raz drugi odwiedził J.F. Rutherford. Jego wykład biblijny był transmitowany przez radio z amsterdamskiej Diamond Exchange. W roku 1927 Biuro Oddziału zostało przeniesiono do Haarlem, a w roku 1931 do Heemstede.
W 1927 roku André Kowalski rozpoczął regularną działalność kaznodziejską w Limburgii. W latach 20. i 30. XX wieku współwyznawcy z Niemiec podjęli działalność kaznodziejską w Holandii. Rozpoczęto wyświetlanie filmu Dramat stworzenia. W roku 1931 wybudowano łodzie Almina i Lichtdrager (Nosiciel światła), które docierały z grupami pionierów do mieszkańców północnej części kraju. W roku 1933 około 100 głosicieli prowadziło działalność głównie w dużych miastach. W tym samym roku J.F. Rutherford wygłosił przemówienie do 165 obecnych w Hadze, jego wykład biblijny ponownie był transmitowany przez radio. W lipcu 1933 roku ukazał się pierwszy numer holenderskiej edycji „Złotego Wieku” (obecnie „Przebudźcie się!”).
W roku 1936 Robertowi A. Winklerowi i jego żonie Käthe udało się uciec z Niemiec do Holandii, gdzie zostali pionierami. Z Niemiec przenieśli notatki i plany dotyczące hitlerowskich obozów koncentracyjnych. Pomimo że nie znał języka niderlandzkiego, w 1938 roku otrzymał polecenie odwiedzenia wszystkich zborów w Holandii. W 1939 roku został wolontariuszem w holenderskim Biurze Oddziału, a w 1940 roku jego nadzorcą. Stamtąd organizował działalność także Świadków Jehowy w całych Niemczech. Dopilnował, aby raporty i mapy obozów koncentracyjnych przemycane z hitlerowskich obozów przez Świadków Jehowy zostały przewiezione do Szwajcarii. W tamtejszym Biurze Oddziału Szwajcar Franz Zürcher z Berna zebrał je, spisał i opublikował w wydanej w roku 1938 w języku niemieckim, francuskim i polskim książce pt. Krucjata przeciwko chrześcijaństwu „opisująca cierpienia niemieckich Świadków Jehowy, którzy nie chcieli poprzeć nazizmu”.
W roku 1938 odbyło się pierwsze ogólnokrajowe zgromadzenie. W lipcu tego samego roku rząd holenderski ostrzegł, iż Świadkom Jehowy narodowości niemieckiej nie wolno głosić na terenie kraju. Latem 1939 roku w Haarlem rozpoczęto druk publikacji biblijnych, co trwało mniej niż rok, do napaści nazistowskich Niemiec na Holandię w maju 1940 roku.

### Okres II wojny światowej

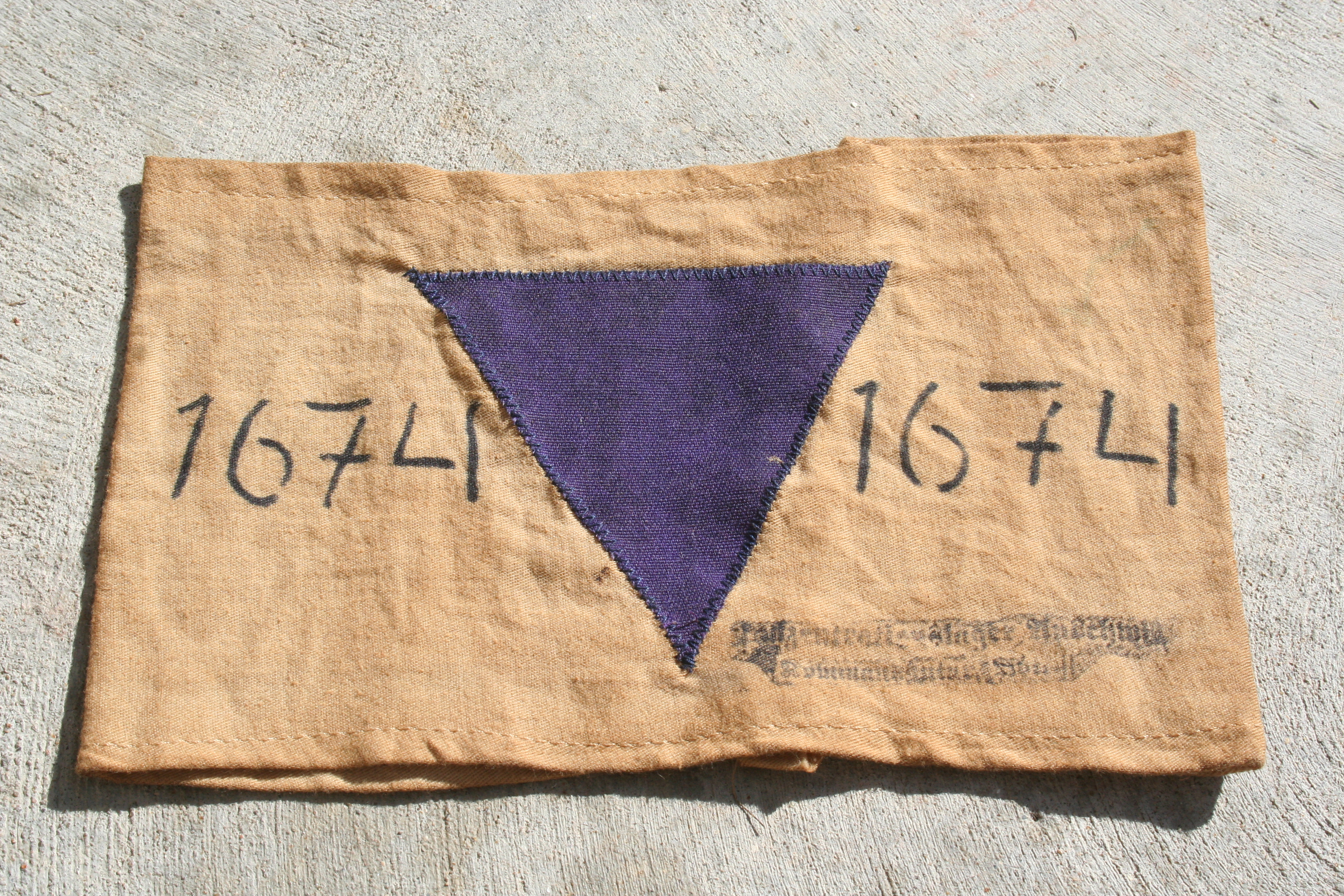
Znak fioletowego trójkąta, jaki nosili Świadkowie Jehowy w obozach koncentracyjnych

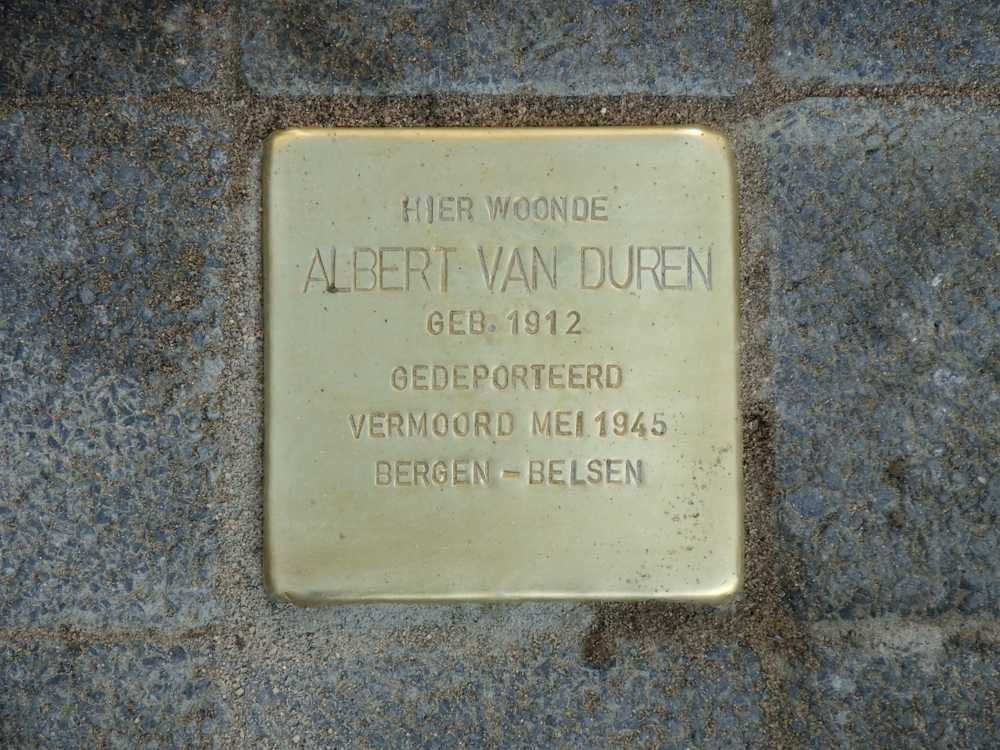
Stolperstein w Tiel, upamiętniający zamordowanego przez nazistów holenderskiego Świadka Jehowy – Alberta van Durena

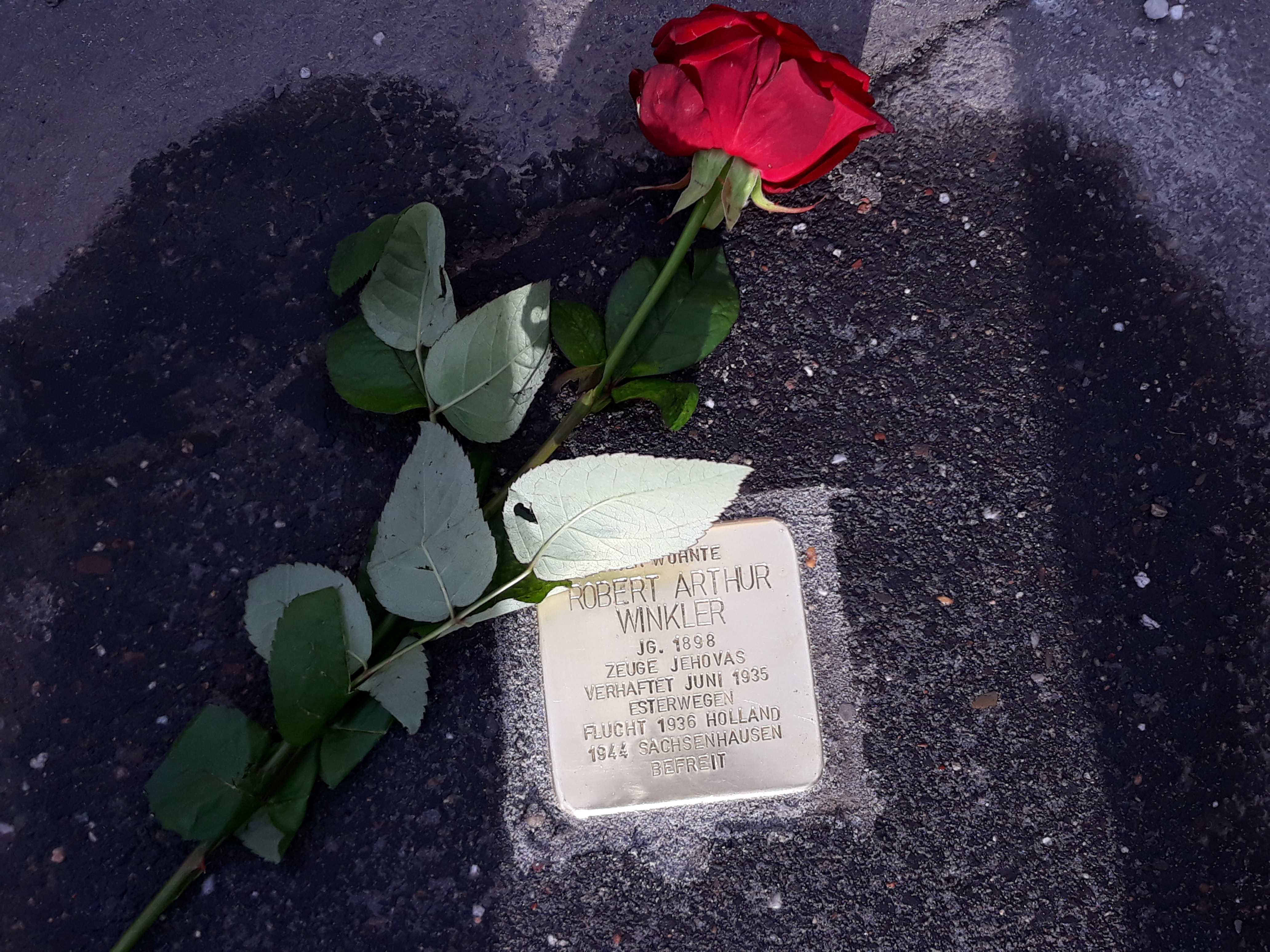
Stolperstein w Bonn, upamiętniający Roberta Arthura Winklera – więźnia obozu koncentracyjnego Sachsenhausen i nadzorcę działalności w Holandii

Dwa tygodnie po zajęciu Holandii przez wojska niemieckie, 29 maja 1940 roku Komisarz Rzeszy Arthur Seyss-Inquart w tajnym rozporządzeniu wprowadził całkowity zakaz działalności Świadków Jehowy. Zakaz ten został opublikowany w prasie 10 marca 1941 roku, a Świadków oskarżono o prowadzenie działalności „przeciw wszelkim instytucjom państwowym i kościelnym”. Jak zauważył historyk holenderski dr Louis de Jong w Het Koninkrijk der Nederlanden in de Tweede Wereldoorlog: „Represje ze skutkiem śmiertelnym spadły tylko na jedno ugrupowanie religijne – na Świadków Jehowy”. W 1940 roku w Holandii działalność kaznodziejską prowadziło około 500 głosicieli. Aż do końca wojny spotykano się w małych grupach, zazwyczaj w mieszkaniach prywatnych.
6 lipca 1940 roku gestapo zajęło biuro w Heemstede oraz drukarnię Towarzystwa Strażnica w Haarlem. W następnym roku przez kraj przetoczyła się fala aresztowań. W poszukiwaniach i aresztowaniach Świadków współpracowała z gestapo policja holenderska. 310 głosicieli deportowano. W trakcie II wojny światowej uwięziono ogółem 426 Świadków Jehowy, spośród których około 310 zesłano do niemieckich obozach koncentracyjnych, a 117 holenderskich Świadków Jehowy poniosło w nich śmierć. Dla przykładu 21 Świadków Jehowy wysłano do Auschwitz-Birkenau, a w 1944 około 50 głosicieli przebywało w KL Vught. Świadkowie, którzy nie zostali aresztowani, padali ofiarami brutalnego prześladowania, a niektórzy zostali rozstrzelani bez sądu. Łącznie w wyniku prześladowań zginęło 131 holenderskich Świadków Jehowy.
Większość uwięzionych w czasie wojny holenderskich Świadków Jehowy trafiła do obozów koncentracyjnych Amersfoort, Ravensbrück, Sachsenhausen i Vught. Inni zostali deportowani do Auschwitz, Buchenwaldu, Dachau, Mauthausen, Natzweiler-Struthof, Neuengamme i Westerbork.
W czasie rozpoczęcia aresztowań około 580 głosicieli pozostających na wolności kontynuowało działalność. W czasie wojny Świadkowie mieszkający na wsiach dzielili się żywnością ze współwyznawcami z miast. W samym tylko roku 1941 Świadkowie Jehowy w Holandii rozpowszechnili ponad 350 000 egzemplarzy różnych publikacji. W tym celu stosowano rozmaite pokrowce pozwalające ukryć czasopisma „Strażnica” oraz „Pociecha” (obecnie „Przebudźcie się!”). W roku 1943 pomimo uwięzień i prześladowań zanotowano liczbę 1379 głosicieli.

### Rozwój działalności
W okresie wojny szeregi głosicieli w Holandii znacznie się powiększyły. W maju 1945 roku działalność kaznodziejską prowadziło 2000 głosicieli, a w sierpniu – 3125. 5 sierpnia 1945 roku, w Amsterdamie niecałe cztery miesiące po uwolnieniu Świadków Jehowy z niemieckich obozów koncentracyjnych odbył się kongres z udziałem około 4 tysięcy osób. Zebrania zborowe zaczęto organizować w wynajmowanych salach lekcyjnych czy domach kultury.
Na przełomie listopada i grudnia 1945 roku kraj odwiedzili przedstawiciele Biura Głównego Towarzystwa Strażnica. 5 grudnia 1945 roku odbyło się spotkanie z Nathanem H. Knorrem, który odwiedzał zniszczone wojną kraje Europy w celu ustalenia niezbędnej pomocy. Wkrótce przeprowadzono specjalną akcję śpieszenia z pomocą, dzięki której Świadkowie Jehowy z Kanady, Szwajcarii, Szwecji, Stanów Zjednoczonych i z innych państw ofiarowali odzież i żywność współwyznawcom z Holandii, których dobytek został zniszczony lub utracony w czasie wojny. Przedstawiciele Biura Głównego, w tym Nathan Knorr i Milton George Henschel, odwiedzali Holandię również w następnych latach.
W maju 1946 roku nabyto nieruchomość, w której zorganizowano Biuro Oddziału (rozbudowywane w latach 1960, 1967, 1972, 1977). W 1946 roku zorganizowano kongres w Hadze, podczas którego 525 osób zostało ochrzczonych w Morzu Północnym. W roku 1948 w Holandii działalność kaznodziejską prowadziło 4190 głosicieli. Kolejny kongres odbył się 20 czerwca 1948 roku w Utrechcie.
29 maja 1949 roku zarejestrowano Stichting Genootschap tot Verbreiding van het Evangelie (Stowarzyszenie Głoszenia Ewangelii) reprezentujące Świadków Jehowy w Holandii. W 1950 roku działalność kaznodziejską prowadziło 5716 głosicieli. W 1952 roku, duchowni katoliccy próbowali przeszkodzić w odbyciu się zgromadzenia w Venlo. Ponieważ zerwano umowy na wynajem obiektu, to na otwartym polu postawiono namiot i tam zorganizowano zgromadzenie. Program próbował zakłócić tłum liczący 1000 osób. Policja aresztowała niektórych zgromadzonych. 17 marca 1953 roku Sąd Najwyższy zagwarantował prawo do proponowania publikacji. W roku 1953 w działalności kaznodziejskiej brało udział 7000 głosicieli, a w cztery lata później – 10 000.
Pod koniec lat 50. XX wieku Rada miasta Doetinchem nadała jednej z ulic imię Bernarda Polmana, również Świadka Jehowy, zastrzelonego 17 listopada 1944 roku w Zevenaar z powodu odmowy kopania okopów wojskowych dla Niemców.
W 1961 roku odbył się w Amsterdamie kongres międzynarodowy pod hasłem „Zjednoczeni wielbiciele” z udziałem 23 708 osób. 10 lipca 1963 roku na stadionie Yankee podczas międzynarodowego kongresu pod hasłem „Wiecznotrwała dobra nowina” w Nowym Jorku ogłoszono wydanie w języku niderlandzkim Chrześcijańskich Pism Greckich w Przekładzie Nowego Świata (Nowy Testament). W 1969 roku w serii kongresów pod hasłem „Pokój na ziemi” uczestniczyło 36 096 osób. Podczas międzynarodowego kongresu z tej serii w Norymberdze w Niemczech ogłoszono wydanie kompletnego Przekładu Nowego Świata Pisma Świętego w języku niderlandzkim.
W roku 1971 w Holandii przekroczono liczbę 20 000 głosicieli. W roku 1973 w Utrechcie odbył się kongres międzynarodowy pod hasłem „Boskie zwycięstwo”. W 1974 roku w mieście Bennekom zakupiono nieruchomość, która po niewielkich przeróbkach mogła służyć jako Sala Zgromadzeń. Została ona uroczyście oddana do użytku 12 maja 1975 roku. W dniach od 12 do 16 lipca 1978 roku na stadionie Feijenoord w Rotterdamie odbył się kongres międzynarodowy pod hasłem „Zwycięska wiara”. Program był przedstawiany w języku niderlandzkim i włoskim oraz częściowo również w języku angielskim, a uczestniczyło w nim 35 361 osób. W roku 1978 w Heerenveen oddano drugą Salę Zgromadzeń, która funkcjonowała do pożaru w październiku 1989 roku.
6 lutego 1980 roku zarejestrowano Wachttoren-, Bijbel- en Traktaatgenootschap, religijną jednostkę prawną reprezentującą Świadków Jehowy. W roku 1983 otwarto nowe Biuro Oddziału. W 1983 roku otrzymano również specjalne zezwolenia na działalność kaznodziejską w porcie morskim w Rotterdamie i na zacumowanych tam statkach z całego świata, prowadzoną w ponad 80 językach. Działalność wielojęzyczna prowadzona jest również na tamtejszych parkingach. W 1989 roku działalność kaznodziejską prowadziło ponad 30 000 głosicieli, a na kongresach pod hasłem „Prawdziwa pobożność” było obecnych 44 185 osób.
W roku 1990 na kongresach pod hasłem „Czysta mowa” w Holandii ogłoszono wydanie „Pisma Świętego w Przekładzie Nowego Świata” w języku niderlandzkim (wydanie z roku 1990). 21 września 1991 roku w miejsce Sali Zgromadzeń w Heerenveen otwarto nowy obiekt tego typu w Swifterbant. W latach 90. XX wieku Świadkowie Jehowy z Holandii wysłali pomoc humanitarną rosyjskim i ukraińskim współwyznawcom. Wysłano im 2600 paczek, zawierających 52 tony żywności. W roku 1995 na skutek nieszczelności grobli ewakuowano członków dziesięciu zborów. Udostępniono im kwatery u współwyznawców na terenie całego kraju.
22 kwietnia 1996 zarejestrowano Stichting Wereldwijde Educatieve Services (Fundację Światowej Służby Edukacyjnej). W roku 1996 w Holandii działalności kaznodziejskiej brało udział 32 792 głosicieli.
8 kwietnia 1999 roku w United States Holocaust Memorial Museum w Waszyngtonie przygotowano dla zwiedzających specjalny program zatytułowany „Świadkowie Jehowy w Holandii w czasie okupacji hitlerowskiej”. W programie wzięło udział kilku historyków oraz grupa ocalałych. Do lipca 1998 roku literaturę biblijną drukowano w holenderskim Biurze Oddziału, później większość nowoczesnych maszyn drukarskich wysłano do drukarni w Nigerii i na Filipinach.
2 maja 2009 roku uroczyście otwarto rozbudowane Biuro Oddziału ze studiem nagrań dla Regionalnego Centrum Audio-Wideo. Uczestniczyło w nim ponad 600 Świadków Jehowy z 31 krajów oraz członek Ciała Kierowniczego Theodore Jaracz. 24 sierpnia 2009 zarejestrowano Christelijke gemeente van Jehovah’s Getuigen (Chrześcijański Zbór Świadków Jehowy) jako stowarzyszenie reprezentujące Świadków Jehowy.
1 października 2014 roku w Zwolle odsłonięto tablicę pamiątkową, upamiętniającą śmierć Hermana van Elburga.

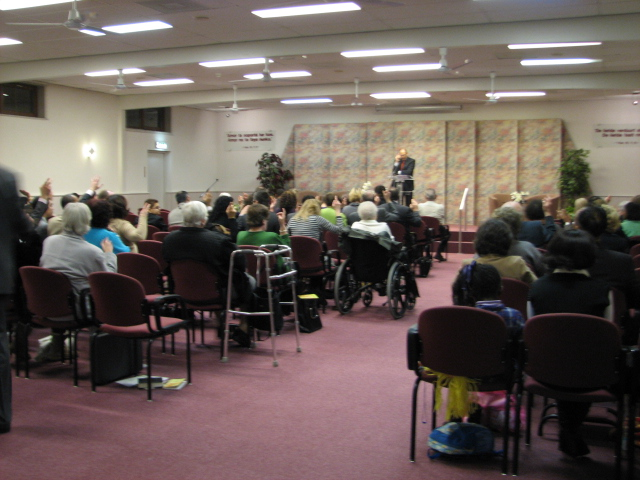
Jedna z holenderskich Sal Królestwa (Tilburg-Noord)

W roku 2015 zorganizowano specjalną publiczną służbę w Amsterdamie, w której brało udział 700 głosicieli w kilkunastu językach.
W dniach od 5 do 7 sierpnia 2016 roku odbył się kongres specjalny pod hasłem „Lojalnie trwajmy przy Jehowie!” w Utrechcie, z udziałem zagranicznych delegatów z Belgii, Danii, Islandii, Luksemburga, Niemiec, Norwegii, Stanów Zjednoczonych, Szwajcarii i Szwecji.
17 września 2016 roku została oddana do użytku nowa Sala Zgromadzeń w Centrum Kongresowym w Swifterbant, mogąca pomieścić 2500 osób, z możliwością rozszerzenia do 3500 w czasie kongresów regionalnych. Poprzednia Sala została przekształcona w Centrum Szkoleniowe, z którego m.in. korzystają absolwenci Kursu dla Ewangelizatorów Królestwa z Holandii i Niemiec. 27 maja 2017 roku podczas specjalnego programu w Swifterbant ogłoszono wydanie zrewidowanej wersji „Pisma Świętego w Przekładzie Nowego Świata” w języku niderlandzkim.
W lipcu 2018 roku w Oslo w Norwegii odbył się kongres specjalny pod hasłem „Bądź odważny!” z udziałem delegacji z Holandii.

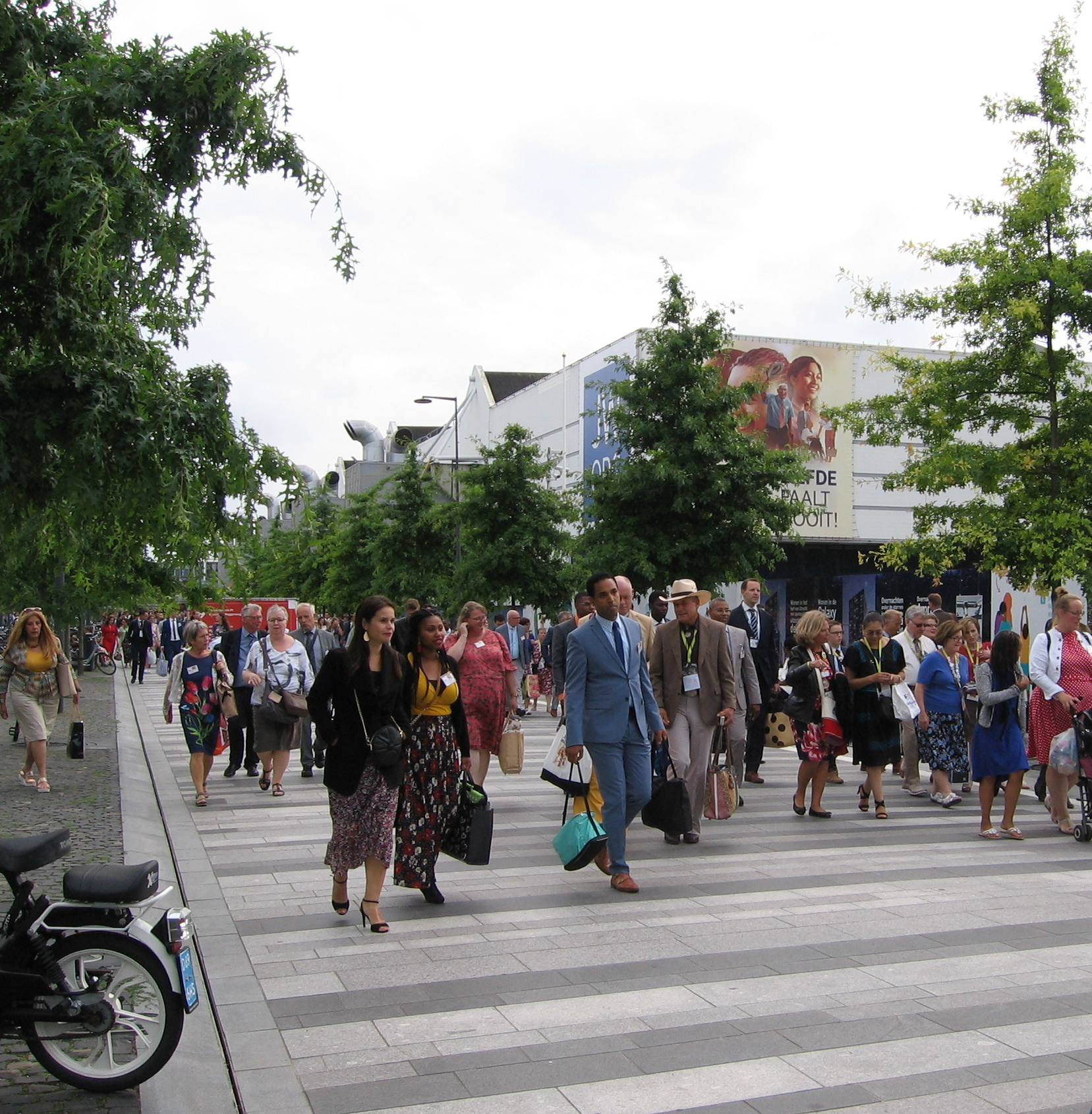
Delegaci udający się na kongres międzynarodowy ph. „Miłość nigdy nie zawodzi!” w Utrechcie (2019)

Od 2 do 4 sierpnia 2019 roku w Utrechcie odbył się kongres międzynarodowy pod hasłem „Miłość nigdy nie zawodzi!” z udziałem 42 335 osób, w tym 6000 delegatów zagranicznych z przeszło 15 krajów. W 2019 roku delegacje brały udział w kongresach międzynarodowych w Hiszpanii, Meksyku i Stanach Zjednoczonych. Program został przedstawiony w języku niderlandzkim, angielskim, arabskim, hiszpańskim, papiamento, polskim, portugalskim i twi. Ochrzczono 212 osób. Ciało Kierownicze Świadków Jehowy reprezentował Geoffrey Jackson. W lipcu 2021 roku zorganizowano pomoc humanitarną dla poszkodowanych przez powódź. W 2024 roku delegacje z Holandii brały udział w kongresach specjalnych pod hasłem „Głośmy dobrą nowinę!” w Czechach, na Gwadelupie i w Stanach Zjednoczonych.
Kongresy regionalne są organizowane w językach: niderlandzkim, niderlandzkim języku migowym, angielskim, francuskim, hiszpańskim, papiamento (Curaçao) i portugalskim, a zgromadzenia obwodowe również w arabskim i twi. Działalność kaznodziejską prowadzi również 19 zborów i ponad 70 grup obcojęzycznych (m.in. w językach: niderlandzkim, niderlandzkim języku migowym, angielskim, arabskim, asyryjskim, bułgarskim, chińskim, chorwackim, francuskim, hindi, hiszpańskim, indonezyjskim, kreolskim Wysp Zielonego Przylądka, papiamento (Curaçao), perskim, polskim, portugalskim, rosyjskim, somalijskim, srańskim, tigrinia, tureckim, twi, wietnamskim i włoskim). W roku 2018 w Holandii zbory Świadków Jehowy zgromadzały się w 205 Salach Królestwa.
W holenderskim Biurze Oddziału literatura biblijna jest tłumaczona na język niderlandzki. Wydawane są również publikacje biblijne w 20 językach pismem brajla. W Biurze działa 475 wolontariuszy oraz ochotników na oddalaniu z 25 narodowości.

## Zbory polskojęzyczne
Zbory polskojęzyczne działają w Helmond, Hoofddorp i Nieuwegein, a grupy także w Almere, Bredzie, Hadze, Heerhugowaard i Venlo, które zostały przydzielone do obwodu polskojęzycznego: EU Polish 7. Do 2021 roku działały również grupy w Haarlem i w Maassluis
. Zgromadzenia obwodowe w języku polskim odbywają się w Sali Zgromadzeń w Swifterbant.

## Świadkowie Jehowy w holenderskich terytoriach zależnych i w krajach stowarzyszonych

### Świadkowie Jehowy na Arubie
Świadkowie Jehowy na Arubie – społeczność wyznaniowa na Arubie należąca do ogólnoświatowej wspólnoty Świadków Jehowy licząca w 2023 roku 1097 głosicieli, należących do 14 zborów. Na dorocznej uroczystości Wieczerzy Pańskiej w 2023 roku zebrały się 2725 osób. Działalność miejscowych głosicieli koordynuje Amerykańskie Biuro Oddziału w Wallkill w Stanach Zjednoczonych.

#### Historia
Na przełomie lat 20. i 30. XX wieku rozpoczęto działalność kaznodziejską na wyspie. W 1946 roku powstał pierwszy 11-osobowy zbór angielskojęzyczny w San Nicolas. Wkrótce przyjechali pierwsi misjonarze, absolwenci Szkoły Gilead. W roku 1955 na wyspie przebywał z wizytą Nathan Knorr, który otworzył Salę Królestwa w Oranjestad. W 1956 roku założono pierwszy 16-osobowy zbór posługujący się językiem papiamento. W roku 1957 zanotowano liczbę 26 głosicieli, w roku 1960 przekroczono liczbę 100, sześć lat później 150 głosicieli. W 1986 roku na wyspie działało ich 361, w 1993 roku – 491. Od połowy lat 90. XX w. wielu głosicieli wyemigrowało (głównie do Holandii), mimo to w 2008 roku działało 766, w 2012 – 899, w 2014 – 965, a w 2016 – 1058 głosicieli.

### Świadkowie Jehowy na Bonaire
Świadkowie Jehowy na Bonaire – społeczność wyznaniowa na Bonaire, należąca do ogólnoświatowej wspólnoty Świadków Jehowy, licząca w 2023 roku 139 głosicieli, należących do 2 zborów. W 2023 roku na dorocznej uroczystości Wieczerzy Pańskiej zgromadziły się 392 osoby. Działalność miejscowych głosicieli koordynuje Amerykańskie Biuro Oddziału w Wallkill w Stanach Zjednoczonych.

#### Historia
Na przełomie lat 20. i 30. XX wieku rozpoczęto działalność kaznodziejską na wyspie Bonaire. W 1949 roku na wyspę przybyło dwóch misjonarzy, absolwentów Szkoły Gilead, którzy założyli zbór. W roku 1954 w miejscowej Sali Królestwa wyświetlili film „Społeczeństwo Nowego Świata w działaniu”, który obejrzało 135 osób, w tym 10 głosicieli. W roku 2011 przekroczono liczbę 100 głosicieli. W roku 2012 powstał drugi zbór. Sala Królestwa znajduje się w Kralendijk; zebrania odbywają się w językach: hiszpańskim, niderlandzkim i papiamento.

### Świadkowie Jehowy na Curaçao
Świadkowie Jehowy na Curaçao – społeczność wyznaniowa na Curaçao, należąca do ogólnoświatowej wspólnoty Świadków Jehowy, licząca w 2023 roku 1967 głosicieli, należących do 24 zborów. W 2023 roku na dorocznej uroczystości Wieczerzy Pańskiej zgromadziło się 5219 osób. Działalność miejscowych głosicieli koordynuje Amerykańskie Biuro Oddziału w Wallkill w Stanach Zjednoczonych.

#### Historia
Działalność kaznodziejską na wyspie Curaçao rozpoczęto pod koniec lat 20. XX wieku. W roku 1940 na Curaçao ochrzczono pierwszych tutejszych Świadków Jehowy. Sześć lat później na wyspę przybyli Thomas Russell Yeatts i jego żona, Hazel, pierwsi misjonarze, absolwenci szóstej klasy Szkoły Gilead. Założyli oni na Curaçao pierwszy zbór angielskojęzyczny,  a w roku 1954 powstał zbór głosicieli władających językiem papiamento. W roku 1950 na wyspę przybył Nathan H. Knorr (kolejne jego wizyty na wyspie odbyły się w 1955 i 1962 roku). W tym samym roku na Curaçao otwarto Biuro Oddziału. Pierwszy zbór języka papiamento powstał w 1956 roku i liczył 16 osób. W roku 1962 w Buena Vista na Curaçao otwarto pierwszą Salę Królestwa, która stanowiła również miejsce kongresów dla głosicieli z Antyli Holenderskich i Aruby. W następnych latach kongresy organizowano na przemian również na Arubie. W 1964 roku otwarto nowe Biuro Oddziału (rozbudowane w 1978 roku). W latach 70. XX wieku w okręgu Schelpwijk na Curaçao otwarto Salę Zgromadzeń (rozbudowaną na początku XXI wieku). W 1985 roku 294 współwyznawców z Alaski przyleciało na Curaçao, by wybudować Salę Królestwa w Pannekoek. Nowa Sala Królestwa ukończona została w ciągu dziewięciu dni. W roku 1999 otwarto na tej wyspie nowe Biuro Oddziału, z tej okazji 21 listopada tego samego roku, 2588 obecnych skorzystało ze specjalnego programu, przedstawionego na stadionie sportowym. W 2011 roku wydano Chrześcijańskie Pisma Greckie w Przekładzie Nowego Świata (Nowy Testament) w miejscowym języku papiampento. W 2012 roku zanotowano liczbę 1859 głosicieli, a w 2014 – 1969. W roku 2015 przekroczono liczbę 2000 głosicieli. Kongresy odbywają się w języku angielskim, hiszpańskim i papiamento (Curaçao).

### Świadkowie Jehowy na Sabie
Świadkowie Jehowy na Sabie – społeczność wyznaniowa na Sabie, należąca do ogólnoświatowej wspólnoty Świadków Jehowy, licząca w 2023 roku 18 głosicieli. W 2023 roku na dorocznej uroczystości Wieczerzy Pańskiej zgromadziło się 55 osób. Działalność miejscowych głosicieli koordynuje Amerykańskie Biuro Oddziału w Wallkill w Stanach Zjednoczonych.

#### Historia
22 czerwca 1952 roku z pokładu 18-metrowego szkunera Sibia zeszli na wyspę pierwsi Świadkowie Jehowy, którzy przebywali na niej kilka dni, prowadząc działalność kaznodziejską. W roku 1954 wyspę po raz drugi odwiedzili misjonarze, którzy przypłynęli tu łodzią Light. W roku 1966 zanotowano pierwszego głosiciela na wyspie Saba, wkrótce dołączyła do niego rodzina współwyznawców z Kanady. 28 września 2003 roku odremontowano – przez współwyznawców z Florydy – Salę Królestwa w Windwardside na Sabie. W 2010 roku zanotowano liczbę 14 głosicieli, a na Wieczerzy Pańskiej zebrało się 60 osób. We wrześniu 2017 roku zorganizowano pomoc humanitarną dla poszkodowanych przez huragan Irma. W 2020 roku zanotowana liczbę 16 głosicieli.

### Świadkowie Jehowy na Sint Eustatius
Świadkowie Jehowy na Sint Eustatius – społeczność wyznaniowa na Sint Eustatius, należąca do ogólnoświatowej wspólnoty Świadków Jehowy, licząca w 2023 roku 27 głosicieli, należących do 1 zboru. Na dorocznej uroczystości Wieczerzy Pańskiej zgromadziło się 87 osób (2023). Działalność miejscowych głosicieli koordynuje Amerykańskie Biuro Oddziału w Wallkill w Stanach Zjednoczonych.

#### Historia
W czerwcu 1952 roku szkunerem Sibia przypłynęli na wyspę pierwsi Świadkowie Jehowy i przebywali na niej kilka dni, prowadząc działalność kaznodziejską. W roku 1954 wyspę ponownie odwiedzili misjonarze, którzy przypłynęli tu łodzią Light. Wkrótce powstał zbór. We wrześniu 2017 roku zorganizowano pomoc humanitarną dla poszkodowanych przez huragan Irma. W 2022 roku zanotowano liczbę 34 głosicieli – najwięcej w historii wyspy. Sala Królestwa mieści się w Oranjestad.

### Świadkowie Jehowy na Sint Maarten
Świadkowie Jehowy na Sint Maarten – społeczność wyznaniowa na Sint Maarten, należąca do ogólnoświatowej wspólnoty Świadków Jehowy, licząca w 2023 roku 324 głosicieli, należących do 4 zborów. W 2023 roku na dorocznej uroczystości Wieczerzy Pańskiej zgromadziło się 848 osób. Działalność miejscowych głosicieli koordynuje Amerykańskie Biuro Oddziału w Wallkill w Stanach Zjednoczonych.

#### Historia
W czerwcu 1952 roku na Sint Maarten, podobnie jak na wyspy Saba, Sint Eustatius i inne wyspy Antyli Holenderskich, przypłynęli szkunerem Sibia pierwsi Świadkowie Jehowy i przebywali na niej kilka dni, prowadząc działalność kaznodziejską. W latach 50. XX wieku powstały dwa pierwsze małe zbory. W latach 70. XX w. zostały połączone w jeden większy. Jednakże wzrastająca liczba głosicieli doprowadziła w 1987 roku do powstania drugiego dużego zboru. W 1993 roku powstał trzeci zbór, w 2005 roku czwarty, a dwa lata później piąty. We wrześniu 2017 roku zorganizowano pomoc humanitarną dla poszkodowanych przez huragan Irma. W 2019 roku powstał szósty zbór. Kongresy odbywają się w języku angielskim, hiszpańskim i papiamento (Aruba); do roku 2019 w Sali Królestwa-Sali Zgromadzeń w Philipsburgu. W roku 2015 osiągnięto liczbę 391 głosicieli.

## Galeria

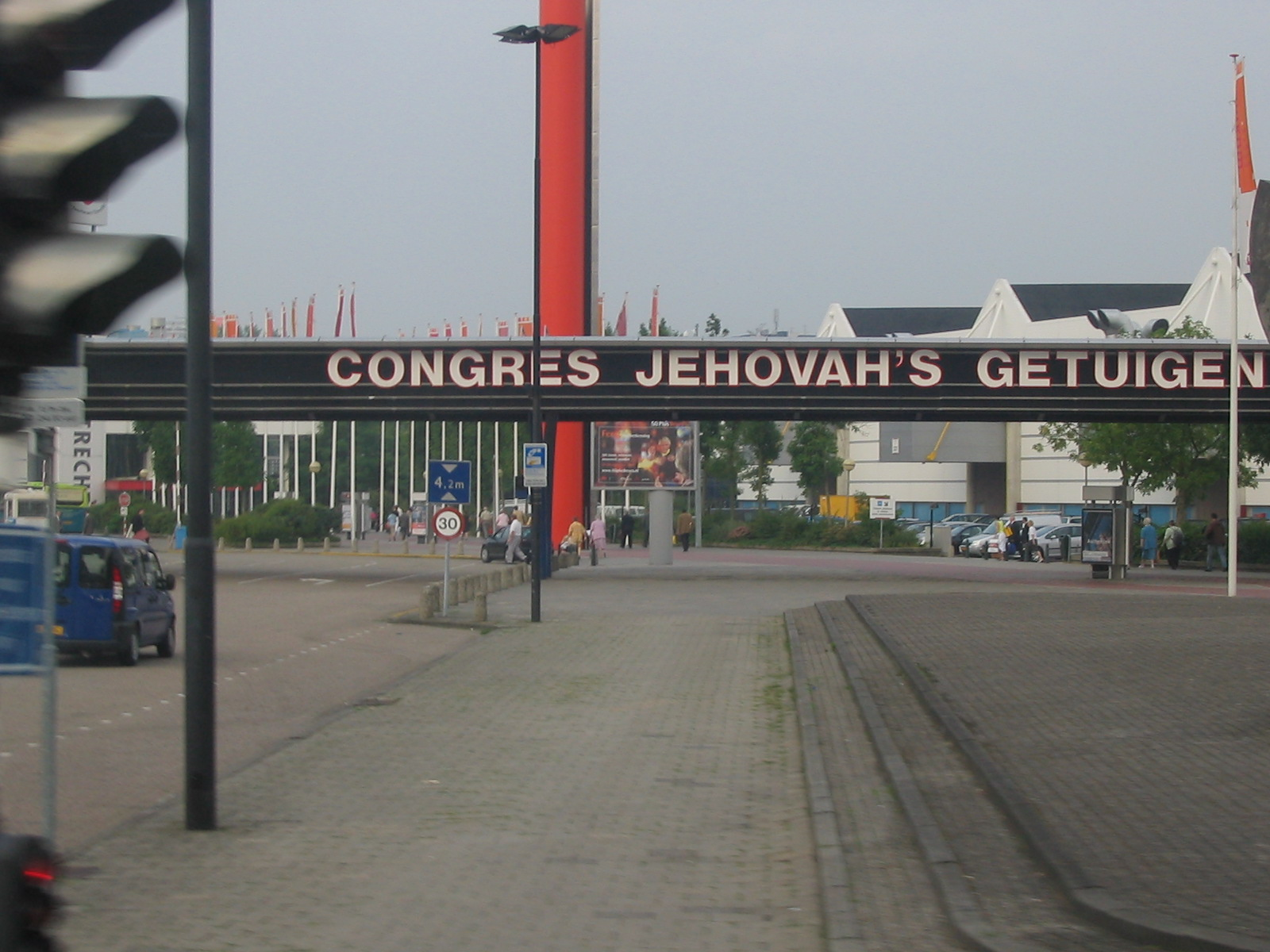
Tablica informująca o kongresie w Utrechcie
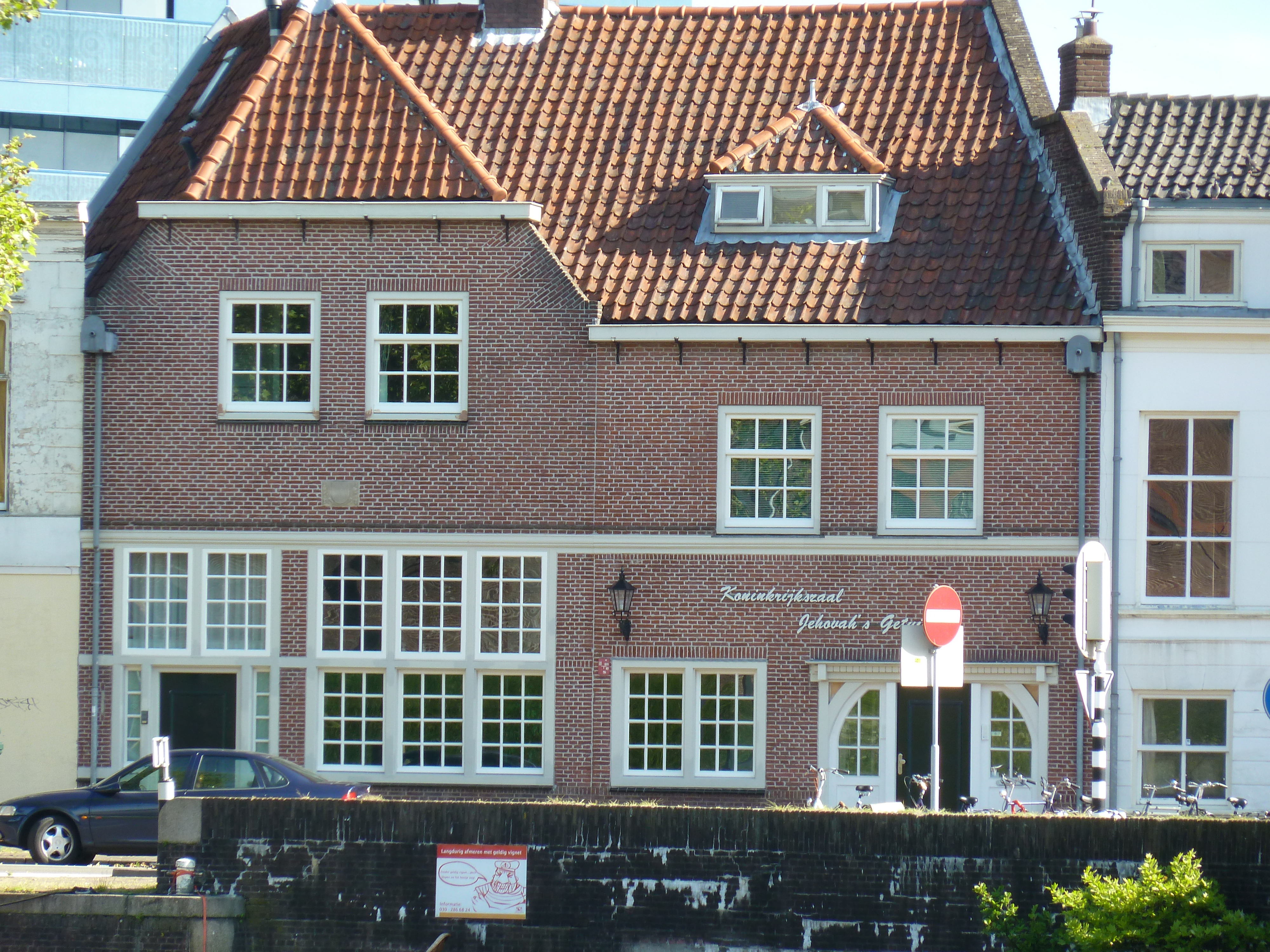
Jedna z holenderskich Sal Królestwa
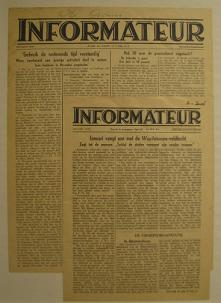
„Informator”– poprzednik „Naszej Służby Królestwa” (wydanie holenderskie)
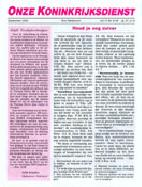
„Nasza Służba Królestwa” (wydanie holenderskie 2010)